# Mijancas
Mijancas es un concejo del municipio de Berantevilla, en la provincia de Álava. 

## Geografía
El concejo está en el valle del río Rojo, que desemboca en sus inmediaciones en el río Ayuda, lugar en el que todavía se conserva un molino centenario. 

## Historia
Hacia mediados del siglo XIX, el lugar, ya por entonces perteneciente a Berantevilla, tenía contabilizada una población de 110 habitantes. Aparece descrito en el undécimo volumen del Diccionario geográfico-estadístico-histórico de España y sus posesiones de Ultramar de Pascual Madoz de la siguiente manera:

MIJANCAS: l. del ayunt. de Berantevilla en la prov. de Alava (á Vitoria 5 leg.), part. jud. de Añana (5), aud. terr. de Burgos (16), c. g. de las Provincias Vascongadas, dióc. de Calahorra (18): sit. entre dos alturas que forman un collado. clima saludable; le combaten los vientos N. y O., y se padecen constipados. Tiene 28 casas, escuela de primera educacion frecuentada por 20 alumnos de ambos sexos y dotada con 15 fan. de trigo, igl. parr. (la Asuncion), servida por dos beneficiados perpetuos de presentacion del diocesano, y de los cuales uno tiene título de cura, y 1 ermita (San Vicente); el vecindario se abastece para los usos domésticos de las aguas de un riach. que le baña. El térm. confina N. Lacervilla; E. Santurde; S. Portilla, y O. Berantevilla, comprendiendo en su circunferencia un cerro poblado de robles. El terreno es de buena calidad: le atraviesa el riach. Ayuda, que tiene un puente para su paso. caminos: los locales en mediano estado. El correo se recibe de Miranda de Ebro por balijero. prod. trigo, cebada, centeno, avena, maiz y otros granos y legumbres; cria de ganado lanazar; caza de perdices; pesca de truchas, barbos y anguilas. pobl.: 21 vec., 110 almas. riqueza y contr.: con su ayunt. (V.)
(Madoz, 1848, p. 412)

Décadas después, ya en el siglo XX, se describe de la siguiente manera en el tomo de la Geografía general del País Vasco-Navarro dedicado a Álava y escrito por Vicente Vera y López:

Mijancas.—Dista de Berantevilla 50 metros; su caserío se compone de 37 viviendas; la población es de 144 almas de hecho y 146 de derecho, con parroquia de categoría de entrada, dedicada á la Asunción. Tiene una escuela pública incompleta, á la que asisten 19 niños y niñas.
(Vera y López, 1915-1921, p. 644)

## Demografía
En 2022, la entidad singular de población tenía empadronados 36 habitantes y el núcleo de población, los mismos.
| Gráfica de evolución demográfica de Mijancas entre 2000 y 2017 |
|                                                                |
| Población de derecho según los censos de población del INE.    |

## Accesos
El acceso a Mijancas se realiza desde la carretera A-3214, o llegando desde el norte, dirección Vitoria, o desde el sur, dirección Miranda de Ebro.

## Monumentos
El edificio más destacado del enclave es la iglesia de Nuestra Señora de la Asunción, en ocasiones referida también como «de la Asunción» o «de la Asunción de Nuestra Señora», en honor de la cual se celebran las fiestas locales a mediados del mes de agosto.